# Schloss Weißenbrunn (Ebern)

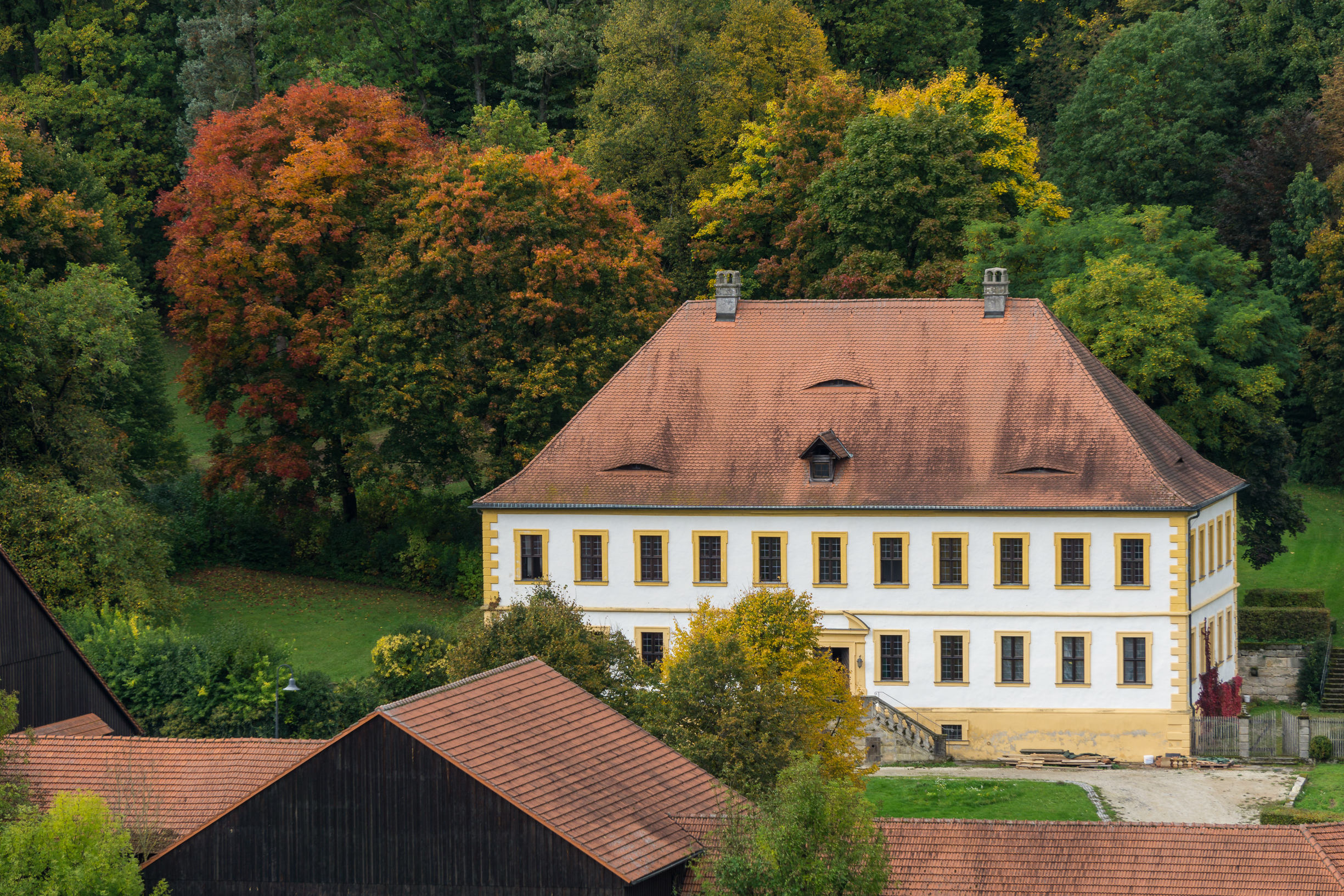
Schloss Weißenbrunn (2017)

Das Schloss Weißenbrunn liegt am Rand des Eberner Ortsteiles Weißenbrunn im Landkreis Haßberge (Unterfranken). Der kleine barocke Landsitz befindet sich in Privatbesitz.

## Geschichte

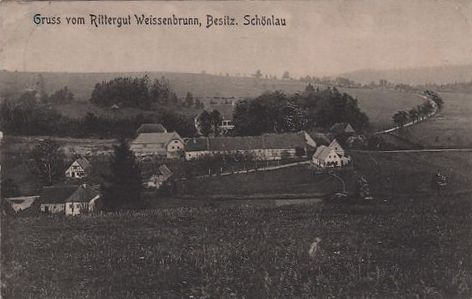
Eine alte Ansichtskarte, die das Rittergut Weißenbrunn zu Beginn des 20. Jahrhunderts zeigt

Weißenbrunn scheint bereits im Früh- und Hochmittelalter der Sitz eines Niederadelsgeschlechtes gewesen zu sein. Erste Erwähnungen, die wegen fehlender Quellenangaben oder Verwechslungsmöglichkeiten jedoch nicht als gesichert gelten, gehen auf die Jahre 804 und 1177 zurück, als in einer Schenkungsurkunde des Bamberger Bischofs Otto von Andechs in Weitramsdorf an Kloster Langheim ein „Herold von Wizenbrunn“ als Urkundenzeuge auftrat. Der erste gesicherte urkundliche Nachweis datiert auf das Jahr 1232. In der Pfarrteilungsurkunde der Urpfarrei Pfarrweisach wurde „Wisenbrunnen“ (im Besitz der Herren von Raueneck) wie die meisten der umliegenden Dörfer damals der neu gegründeten Pfarrei Ebern zugeteilt. Später gehörte die Herrschaft den Herren von Fuchs, und auch die Truchseß von Wetzhausen waren Lehenherren im Ort. Wie die meisten umliegenden Burgen und Schlösser wurde auch der Ansitz Weißenbrunn 1525 im Bauernkrieg mitsamt dem Weiler zerstört. Der Überlieferung nach soll sich dieser alte Ansitz auf dem gegenüber liegenden Hügel beim alten Steinbruch befunden haben und war Teil einer Kette von Höhenburgen, die seit dem 11. Jahrhundert entlang des Rennweges neu gegründet worden waren. Sie dienten zum Schutz des frühgeschichtlichen Höhenweges und später der neuen Talstraße, die die Königshöfe im Gäuland verband. Geländespuren oder Dokumente zu dem Burgstall haben sich aber nicht erhalten.
Nachdem die Wehranlagen ihre Bedeutung als Schutz entlang des Höhenweges bereits zunehmend verloren hatten, errichteten die Fuchs entsprechend den repräsentativen Erfordernissen der Zeit ein „Schlößchen“ in der Nähe des Dorfsees. Die beschriebene Lage sowie die architektonische Hervorhebung sprechen für die Annahme, dass es sich bei dem ehemaligen Gasthaus in der Dorfmitte (heute Obere Mühle 1) um dieses alte Fuchs’sche „Schlößchen“ handelt. Die wirtschaftliche Not während und nach dem Dreißigjährigen Krieg hatte auch vor dem niederen Adel nicht Halt gemacht. Georg Adam Fuchs von Bimbach verpfändete den lehenbaren Gutshof zu Weissenbrunn zunächst dem hanauischen Rat Johann Daniel Herpfer, dem meiningischen Rat Philipp von Schönborn und danach dem Hochstift Würzburg. 1695 ersuchte Christoph Hanß Fuchs von Bimbach beim Würzburger Bischof die Veräußerung des Lehengutes Weißenbrunn an den bambergischen Kastner zu Zeil, Johann Rudolf Moser. Dieser verkaufte das Rittergut mit Zustimmung von Bischof Johann Gottfried von Guttenberg und der Einwilligung des Domkapitels am 7. April 1696 an den Obristwachtmeister Georg Philipp von Boyneburg. Damit war die über Jahrhunderte gewachsene Herrschaft der Familie Fuchs in Weißenbrunn zu Ende gegangen.
Die Boineburgs waren ein altes Adelsgeschlecht, das ursprünglich aus Hessen kam. Georg Philipp von Boineburg gehörte vermutlich der Lengsfelder conradinischen Hauptlinie an, einem fränkischen Zweig, der seinen Stammsitz im Ritterkanton Rhön-Werra hatte, und besaß bereits Güter in Dörflis. Er war seit 1704 Inhaber des Kreis-Infanterieregiments No. 3, eines der drei nachhaltig bestehenden Infanterie-Regimenter des Fränkischen Kreises, und durchlief eine Militärkarriere in den fränkischen Kreistruppen, in deren Verlauf er zum Generalfeldmarschall–Leutnant ernannt wurde.
1698 ersuchte Georg Philipp von Boineburg beim Bischof von Würzburg, dass die auf dem Schlösslein zu Weißenbrunn bestehende Zentfreiheit auf einen anderen dabei gelegenen Platz, wo er ein Schloss zu bauen gesonnen sei, transferiert werden möge. Dies wurde ihm bewilligt und ihm oder seinen Erben ist auch der Neubau des heutigen Schlosses zuzuschreiben. Ein Dachziegel des Schlosses ist auf das Jahr 1723 datiert und den Stilformen nach dürfte der Bau tatsächlich aus dieser Zeit sein.
Georg Philipp von Boineburg muss sich schon bald in Finanzschwierigkeiten befunden haben. Bereits zwischen 1711 und 1716 bat er den Würzburger Bischof um die lehensherrliche Bewilligung zur Veräußerung des Gutes in Weißenbrunn an Ludwig A. von Vasolt, der Verkauf kam aber nicht zustande. Nachdem der Bischof ihm zunächst die Aufnahme von Geldern auf das Gut in Weißenbrunn verwehrt hatte, bewilligte er zwischen 1719 und 1737 die Verpfändung gegen eine Kapitalaufnahme von 4000 Talern und schließlich den Verkauf an Johann Christoph von Varell. Dieser hatte jedoch wenig Interesse an dem Herrensitz und veräußerte Schloss und Rittergut 1740 an den Fürstlich Bambergischen Geheimrat Franz Ignaz von Hebendanz, der es 1749 wiederum seinem Schwiegersohn Heinrich von Oberkamp käuflich überließ.
Der Herrensitz blieb nun über vier Generationen als Erblehen im Besitz derer von Oberkamp, eines katholischen, 1629 im Reichsritterstand geadelten Geschlechts. Nach einem Gesuch beim Bischöflichen Ordinariat in Würzburg hatte man im Jahr 1752 nur für die Herrschaft und deren Angestellte ein privates Gottesdienstrecht zur Abhaltung heiliger Messen in der Schlosskapelle erhalten. Beim Tod ihres Vaters waren die beiden Söhne Philipp Joseph und Carl Anton von Oberkamp noch minderjährig. Wie ihr Vater durchliefen auch sie eine juristische Ausbildung und gehörten ebenfalls dem Bamberger Hofstaat an. 1791 erlangten sie die Aufnahme in die fränkische Reichsritterschaft im Kanton Baunach. Als beide Brüder im Jahr 1806 gestorben waren, ging das Rittergut in den Besitz von Franz von Oberkamp über, dem Sohn des älteren Philipp Joseph von Oberkamp. Dieser stand in militärischen Diensten des Herzogs von Nassau und lebte in Wiesbaden, er war wohl nur selten auf dem Rittergut anwesend.
Nach der Auflösung der Reichsritterschaft war den Adeligen als letztes Überbleibsel staatsrechtlicher Befugnisse lediglich die Möglichkeit geblieben, sogenannte Patrimonialgerichte einzurichten. Den Gutsherren oblag dabei jedoch nur noch eine eingeschränkte Polizei- und Gerichtsgewalt über die Grundholden, die sich auf die streitige und freiwillige Gerichtsbarkeit beschränkte. Auf dem Rittergut in Weißenbrunn war in ständiger Abwesenheit der Gutsherrschaft Matthias Gottfried Reichenbach als Patrimonialrichter verpflichtet. Auf ausdrücklichen Befehl der königlichen Regierung des Untermainkreises musste jedoch aus Gründen der gerichtlichen Glaubwürdigkeit bei allen Patrimonialgerichten rechtskundiges Personal hinzugezogen und auch besoldet werden. Für das kleine Rittergut und bei der Verarmung der Untertanen bedeutete dies eine kaum tragbare finanzielle Belastung. Umso mehr schien man aber bemüht, so lange wie möglich an einem der letzten Privilegien aus dem Mittelalter und der Feudalzeit festzuhalten und zog zunächst Johann Val. Jakob, der bereits beim Patrimonialgericht des Freiherrn von Rotenhan zu Eyrichshof verpflichtet war, auch zu den Gerichtsverhandlungen in Weißenbrunn hinzu. Im Zuge der fortschreitenden Gemeindebildungen in Bayern bildete der Ort seit 1818 zusammen mit Welkendorf und Gemünd eine selbständige politische Gemeinde, und ein Jahr später ersuchte Franz von Oberkamp um die Allodifikation seines Lehengutes. Als er am 12. Januar 1820 sein Patrimonialgericht in Weißenbrunn schließlich wieder an den Staat zurückgab, ging damit auch die private Gerichtsbarkeit in Weißenbrunn zu Ende.

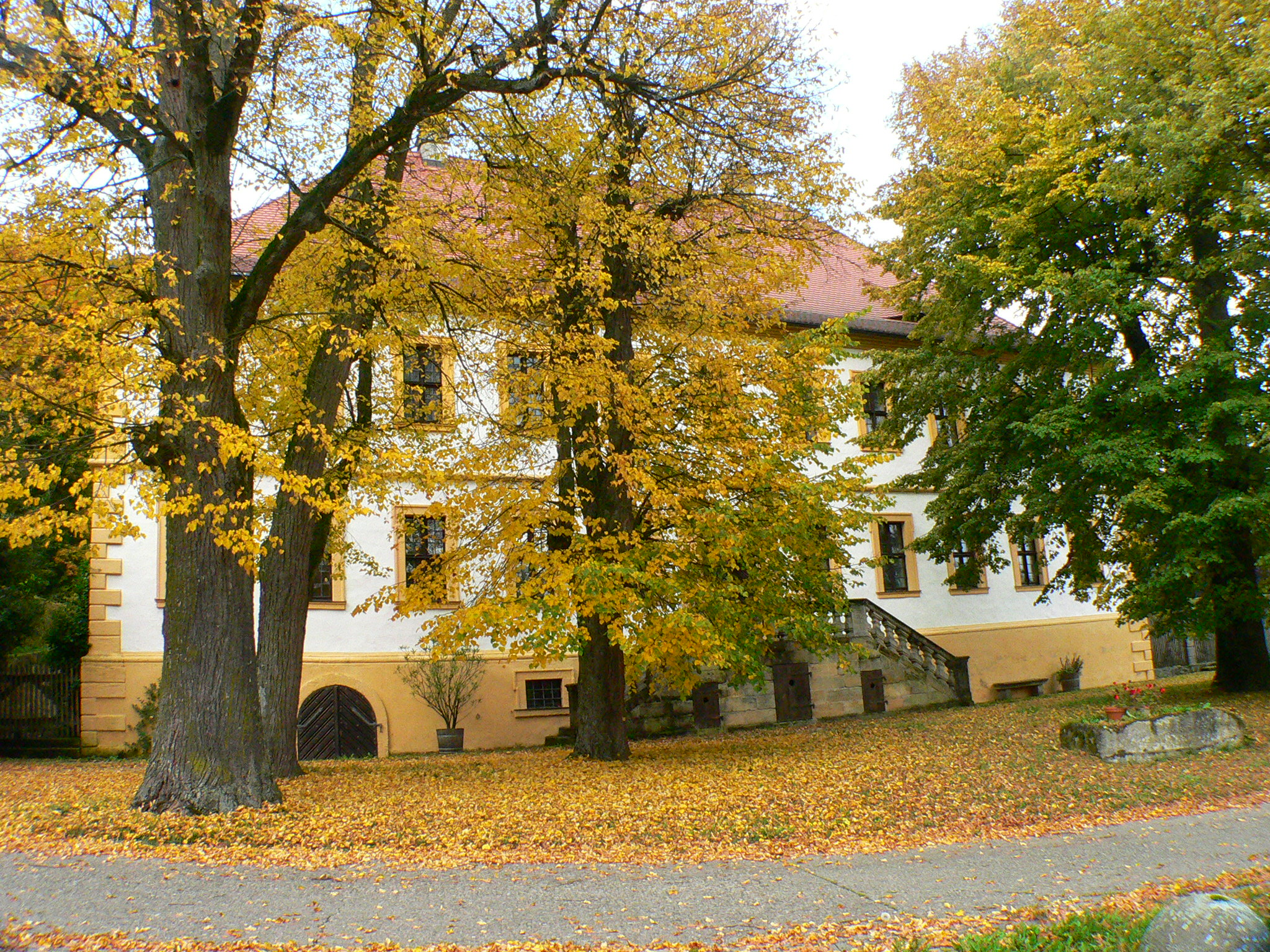
Schloss Weißenbrunn (2008)

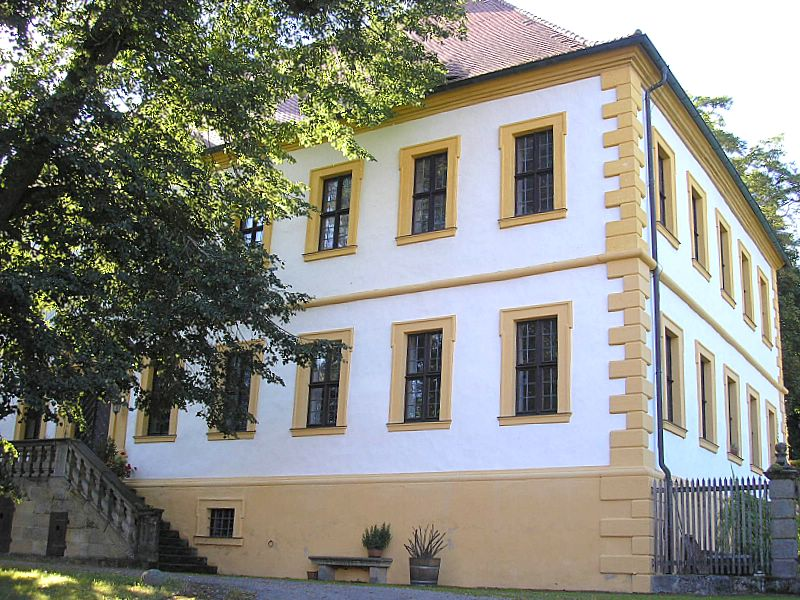
Ansicht aus dem Schlosshof (2006)

Bei seinem Tod am 3. Februar 1832 war sein Sohn Ludwig noch minderjährig und deshalb wurde zunächst Hermann von Rotenhan als gerichtlich verpflichteter Lehensvormund für Ludwig von Oberkamp bestellt. Seit 1835 war Johann Jordan als Pächter auf dem Gut. Der damalige Guts- und Forstverwalter Heinrich Volkmar beschrieb die wirtschaftlichen und sozialen Verhältnisse unter Hinweis auf die noch ausstehenden Frohngelder und Erbzinsen sichtlich betroffen mit den Worten, dass „die Not dahier so groß war, daß man sie gar nicht zu beschreiben vermag.“ Erträgliche Einkünfte schien ausschließlich der Holzeinschlag des Waldes zu liefern und die vergleichsweise hohen Bau- und Besserungskosten von 2057 Gulden im Jahr 1844 lassen darauf schließen, dass in diesem Jahr noch einmal umfangreichere Renovierungsarbeiten durchgeführt wurden.
Ohnehin fast ständig abwesend, verkaufte Ludwig von Oberkamp das Schloss schließlich mit allem dazugehörigen Besitz am 27. Dezember 1850 für 48.000 Gulden an Julius Christian Louis Ludloff (1807–1867), den Pächter der Rittergüter Obersiemau und Birkach am Forst im Herzogtum Sachsen-Coburg. Sein Sohn Karl (1850–1908), nachmals bayerischer Justizrat und Vater von Carl von Oberkamp, wurde noch auf Schloss Weißenbrunn geboren. Der bisherige Pächter Roth musste das Gut mit der Übergabe am 26. Februar 1851 verlassen und auch der Revierförster Georg Renner musste seine Dienstwohnung im Schloss räumen. Nur zwei Jahre später, 1852, veräußerte Louis Ludloff den Besitz bereits wieder an den Kammerrat Adolf Huschke, da er sich offenkundig mit dem Kauf des ehemaligen Rittergutes finanziell übernommen hatte. Das Gut gehörte damals zu den größten im Bezirk Ebern und umfasste 172 Tagwerk Felder, 42 Tagwerk Wiesen und 275 Tagwerk Waldung.
Adolf Huschke war ein Sohn des Hannoversch Mündener Kaufmanns Carl Gottfried Huschke (1763–1827), der einer wohlhabenden Kaufmannsfamilie in Greußen in Thüringen entstammte und im Jahr 1804 das Rittergut in Völkershausen bei Wanfried erworben hatte. Er wurde am 19. Oktober 1816 in Völkershausen geboren und wuchs mit seinen Geschwistern dort auf. Sein Halbbruder aus der ersten Ehe seines Vaters war der Jurist Philipp Eduard Huschke, der als Professor an der Universität Rostock sowie der Schlesischen Friedrich-Wilhelms-Universität in Breslau wirkte. Dieser galt nicht nur als Wortführer der preußischen Altlutheraner, sondern wurde 1841 auch Direktor des Oberkirchencollegiums zu Breslau (OKC) der Evangelisch-Lutherischen Kirche in Preußen. Adolf Huschke war ein eifriger Förderer der Auspfarrungsbestrebungen, der Protestanten aus dem katholischen Pfarrverband Jesserndorf und unterstützte als solcher die Gründung der evangelischen Pfarrei Jesserndorf. Wie der Jesserndorfer Lehrer Krimm in seiner Chronik berichtete, hatte sich Adolf Huschke bereit erklärt, bis zur Fertigstellung des evangelischen Kirchen- und Pfarrhausbaus in Jesserndorf in seinem Schloss einige Räume für die Wohnung des Vikars und einen Gottesdienstraum bereitzustellen. In einem Nebengebäude waren auch Räume für die protestantische Schule vorgesehen. Am 16. März 1855 zog der zum ersten Vikar und Lehrer der protestantischen Filialgemeinde Jesserndorf ernannte Predigtamtskandidat Johann Lorenz Keßler in Weißenbrunn ein und am Palmsonntag dem 1. April 1855 fand der erste Gottesdienst statt. Das Weißenbrunner Schloss war nun über drei Jahre bis zur Einweihung der evangelischen Kirche in Jesserndorf am 24. Oktober 1858 Gottesdienstort der protestantischen Gemeinde. Nachdem Adolph Huschke 1864 kinderlos in Schweinfurt gestorben war, war seine Frau Emilie zunächst alleinige Erbin und anschließend wechselten die Schlossherren immer häufiger. Unter den Besitzern waren u. a. ein Gerold, die Fabrikanten Engelhardt aus Sonneberg und Rätzer aus Oberfrohna bei Chemnitz, die Gebrüder Schmitt, der Oekonom Karl Gerber aus Unterhohenried (ein Bruder des früheren Geistlichen Rates Gerber in Ebern) und der Fuhrunternehmer Aßmann, bis das Gut im Jahr 1907 schließlich von der Familie Schönlau übernommen wurde.
In den Jahren 1952 und 1958 wurde das ehemalige Rittergut von zwei Großbränden heimgesucht, die die Wirtschaftsgebäude erheblich zerstörten. Das ehemalige Pächtershaus sowie die gutsherrliche Schafscheune und das Backhaus mit seinen zwei Backöfen wurden ein Opfer der Flammen. Im Jahr 1980 wurde das Anwesen von der Familie Schönlau verkauft und vom neuen Eigentümer von Grund auf saniert.

## Gegenwart

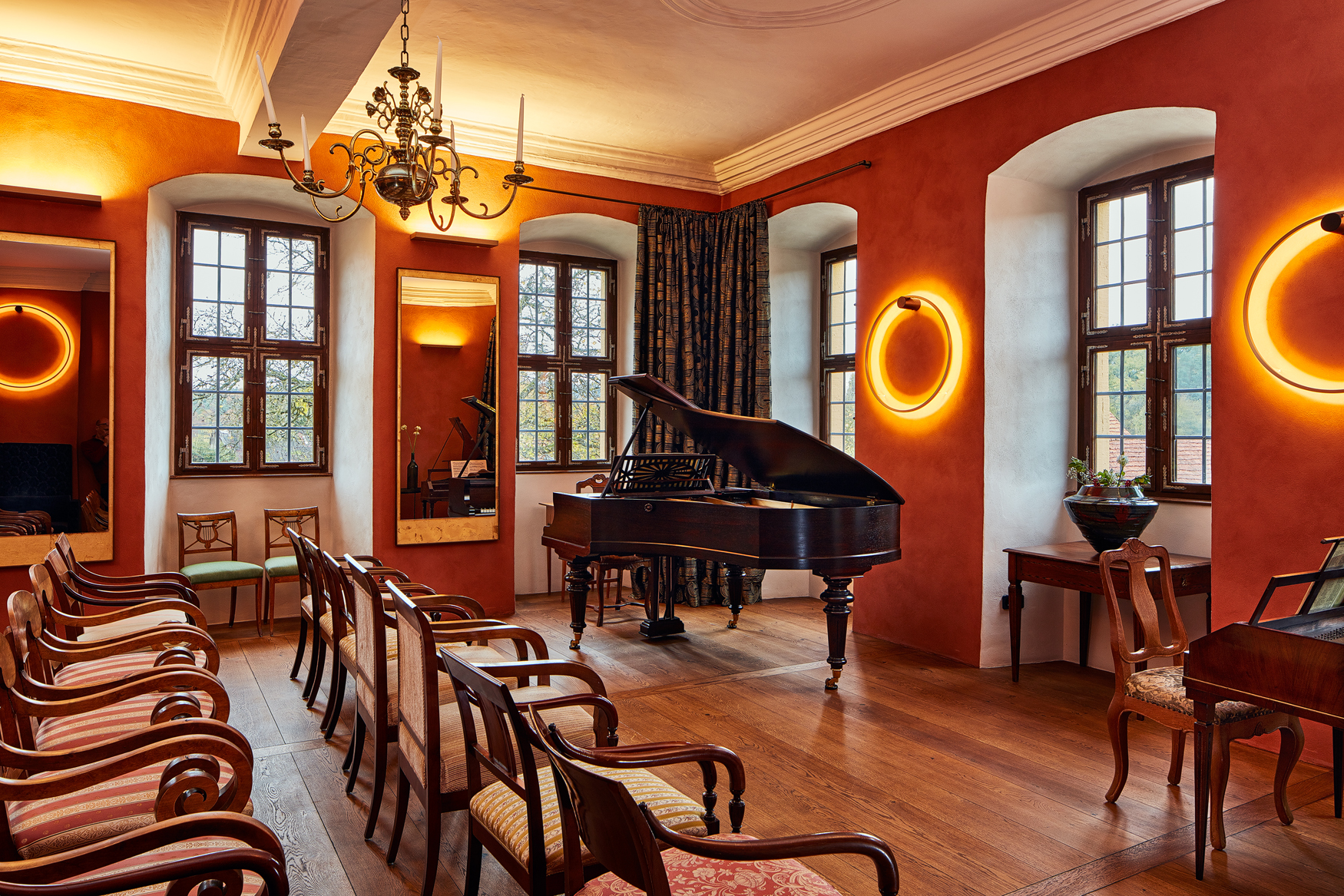
Musiksalon Schloss Weissenbrunn (2018)

Seit 2016 ist das Schloss im Besitz von Wolfgang Kropp und Pia Praetorius, die es grundlegend umgestalteten und einen für 30–40 pax öffentlich zugänglichen Musiksalon einrichteten. Dort finden seit November 2018 regelmäßig Kammerkonzerte statt, mit anschließender Bewirtung in weiteren Räumen des Schlosses. Das zum Schloss gehörende Gästehaus wurde ebenfalls umgestaltet. Seine vier Apartments werden zu Arbeits- und Ferienzwecken vermietet.
Im Jahr 2021 wurden Planungen veröffentlicht, auf dem Schlossgelände, zu dem auch umfangreiche Jagd- und Fischgründe sowie ein privater Schießstand gehören, zusätzlich einen „Kulturtempel“ zu errichten. Geplant sind, nach dem Abriss ehemaliger Stallungen und ungenutzter Scheunen, u. a. eine Konzerthalle mit hochwertiger Akustik für ca. 320 Zuhörer, Musikerwohnungen, Proberäume und eine Tiefgarage mit 130 Stellplätzen. Weiterhin sollen dort in den 2020er Jahren mit einem Gesamtinvestitionsvolumen im mittleren zweistelligen Millionenbereich auf unterschiedlichen Geländeniveaus zwei 60-Zimmer-Hotels, die mit einer Standseilbahn verbunden werden, eine private Musikakademie und Restaurants für 150 Gäste entstehen. Die Anwohner des Dorfes kündigten Widerstand und die Gründung einer Bürgerinitiative gegen die Planungen an, die mittelfristig zahlungskräftige Klientel aus einem Umkreis von 300 km an den Ort bringen soll.

## Baubeschreibung

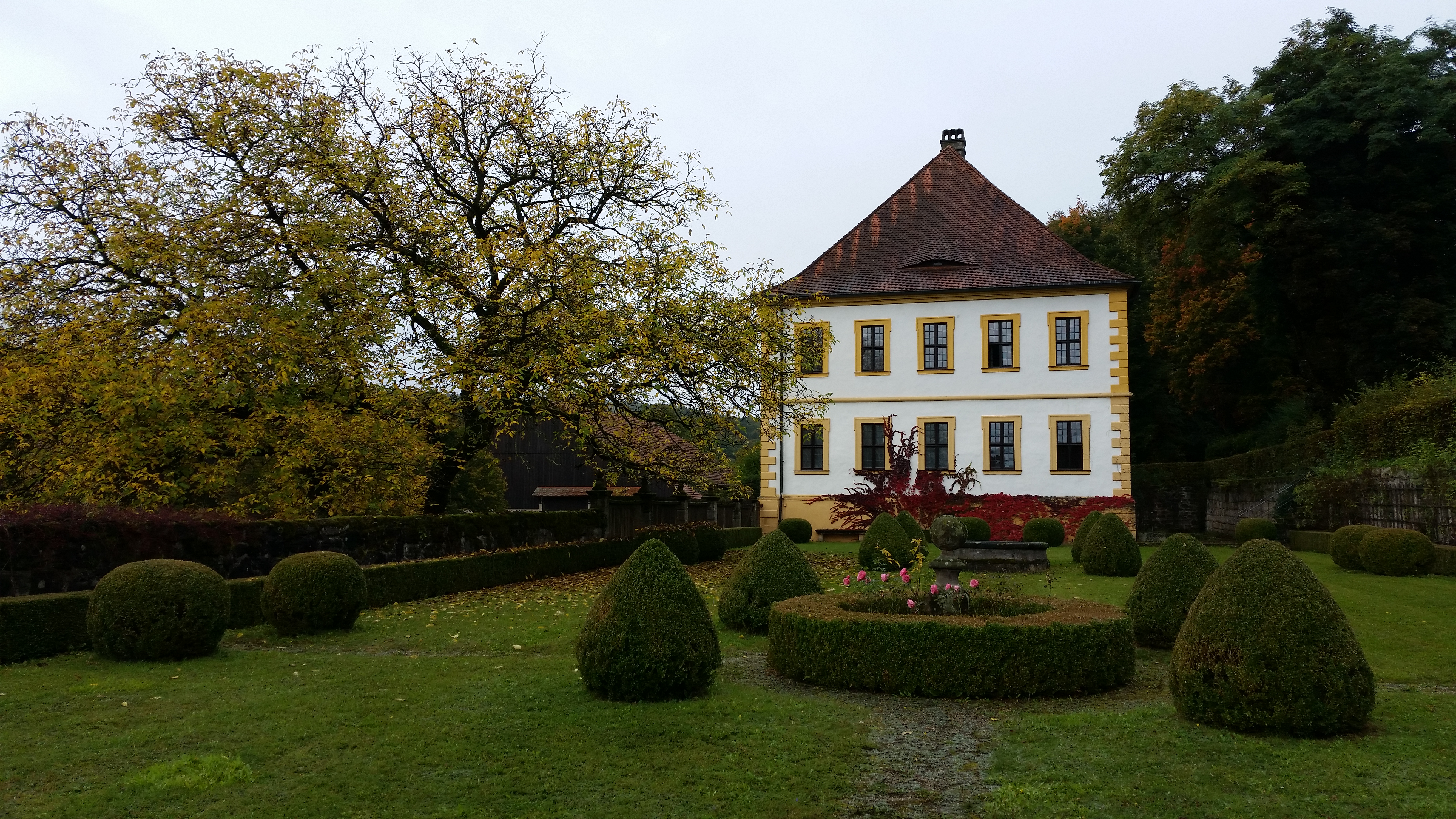
Barockgarten Schloss Weißenbrunn (2017)

Das zweigeschossige, rechteckige Herrenhaus weist typische Stilelemente der Übergangszeit der Renaissance zum Barock auf. Der schlichte, einflügelige Bau von 11 zu 5 Fensterachsen ruht auf einem farblich abgesetzten Kellergeschoss und wird von einem Walmdach abgeschlossen. Die Geschosse werden durch einfaches Gurtgesims (Rundstabgesims) getrennt und die Ecken durch rustizierte Ecklisenen belebt, beides charakteristische Merkmale für die Spätrenaissance. Der erhöht liegende Haupteingang auf der Südseite ist über eine doppelläufige Freitreppe mit Balusterbrüstung erreichbar und wie das schlichte, rechteckige Portal mit Segmentgiebelverdachung sowie den geohrten Fenstern typisch für die barocken Schlossbauten in der Region gestaltet. Auch das Innere mit einem originalen weitläufigen Treppenaufgang aus Holz ist einfach gehalten. Einige Räume besitzen bescheidene Dekorationen aus Laub- und Bandelwerkstuck.
Besonders reizvoll sind der östlich angrenzende kleine Barockgarten, der aus der Entstehungszeit stammen dürfte und dessen strenge „französische“ Konzeption nach alten Plänen wiederhergestellt wurde, sowie die zum Hang ansteigende englische Parkanlage mit einem alten Baumbestand. Solche scheinbar natürliche Landschaftsgärten nach englischem Vorbild entstanden erst später in der zweiten Hälfte des 18. Jahrhunderts, als man mit Aufkommen des Naturalismus die künstlichen Gartenschöpfungen des Barock zunehmend als Vergewaltigung der Natur empfand.